# Polowanie na Piranię
Polowanie na „Piranię” (ros. Охота на пиранью, Ochota na piranju) – rosyjski film fabularny z 2006 roku, oparty na powieści Aleksandra Buszkowa.

## Opis fabuły
Były komandos Specnazu, obecnie instruktor szkoleniowy specjalnej grupy szturmowej o nazwie "Pirania", Kiriłł Mazur, otrzymuje zadanie eskortowania w głąb tajgi młodej pani kapitan, Olgi. Ma jej pomóc w dotarciu do podwodnego laboratorium, w którym niegdyś produkowano broń chemiczną. Satelita wykrył bowiem podejrzany ruch wokół obiektu. Po dotarciu na miejsce, Kiriłł i Olga zostają schwytani przez nieznanych ludzi i zaprowadzeni siłą do odludnej wioski, w której ludzie żyją w prymitywnych warunkach. Starosta osady, Kuźmicz, nakazuje uwięzić ich z grupą kilku pozostałych zakładników. Kiriłł jest poddawany rozmaitym torturom. Sytuacja komplikuje się jeszcze bardziej, gdy do wioski przyjeżdża grupa uzbrojonych ludzi. Okazuje się, że ich dowódca, terrorysta Prochor, jest nieformalnym władcą całego regionu i najbogatszym człowiekiem w promieniu kilkuset kilometrów. Razem z grupą wyszkolonych i świetnie uzbrojonych najemników organizuje w odludnej rosyjskiej puszczy polowania na ludzi. Nakazuje wywieźć Kiriłła i resztę zakładników kilkadziesiąt kilometrów w głąb lasu, po czym rozpoczyna pościg. Nie wie jednak, że tym razem ma do czynienia z byłym członkiem jednostki specjalnej, przygotowanym do działań na tyłach wroga. Przekonuje się o tym, dopiero gdy Mazur stawia czoła jego ludziom, zamieniając myśliwych w zwierzynę łowną. Komplikuje to plany Prochora, który w trakcie polowania prowadzi negocjacje w sprawie sprzedaży silnego gazu bojowego. Porywa więc Olgę, starając się utrzymać swojego przeciwnika jak najdalej od własnych interesów.

## Tło
Postać agenta Mazura wzorowana była na takich ikonach kina sensacyjnego, jak John Rambo, John McClane czy James Bond. Przygotowując się do występu w filmie, Władimir Maszkow rozpoczął intensywne treningi siłowe − miał wypracować perfekcyjną muskulaturę.

## Gatunek
Polowanie na „Piranię” to typowy film sensacyjny, thriller, w zasadzie pozbawiony cech nadprzyrodzonych. Jednak ze względu na postać Prochora można go zakwalifikować także do gatunku horroru. Terrorysta ów w decydującej scenie przypomina swoim zachowaniem zombie – otrzymując liczne, wydawałoby się, śmiertelne ciosy, następnie zaś wypowiada słowa: "Nie można mnie zabić! Umarłem mając osiem lat" (rzeczywiście sytuacja, w jakiej się znalazł jako dziecko była praktycznie bez wyjścia). Z drugiej strony, można tę wypowiedź zinterpretować inaczej – "umarłem jako człowiek" – a odporność na zadawane ciosy tłumaczyć zażytymi wcześniej narkotykami.

## Obsada
- Władimir Maszkow – Kiriłł Mazur
- Swietłana Antonowa – Olga
- Jewgienij Mironow – Prochor
- Wiktorija Isakowa – Sinilga
- Siergiej Garmasz – Zima
- Anna Banszczikowa – Wiktorija
- Aleksandr Gołubiew – Biełobrysyj